# Blazer Drive
Blazer Drive és un manga creat per Seishi Kishimoto. (Germà bessó d'en Masashi Kishimoto) El va crear el 2008, després d'haver acabat la seva primera sèrie (666 satan) el 2007.

## Argument
La història comença a un Tòquio futurista, en el que la societat ha ampliat el mal el poder dels elements a causa de la contaminació ambiental i l'escalfament global, cosa que porta que un grup de persones desenvolupi un nou producte anomenat "Mystickers" que són capaços de produir diversos efectes i poden ser utilitzats a la vida quotidiana, a la feina o fins i tot per lluitar (encara que no sembla estar dins de les normes d'ús de "Mystickers"). El lector segueix la vida de Daichi, que descobreix que és un "blazer" al primer capítol del primer manga, i comprèn, des d'aquest moment, que serà el blanc de diferents grups de "Blazers".